# Lycaena transiens
Lycaena transiens är en fjärilsart som beskrevs av Fuchs 1899. Lycaena transiens ingår i släktet Lycaena och familjen juvelvingar. Inga underarter finns listade i Catalogue of Life.